# Melitta haemorrhoidalis
Melitta haemorrhoidalis là một loài ong trong họ Melittidae. Loài này được Fabricius miêu tả khoa học đầu tiên năm 1775.